# Ostrov (Tisá)
Ostrov (německy Eiland) je osada a základní sídelní jednotka obce Tisá v okrese Ústí nad Labem ležící v nadmořské výšce 460 m. Nachází se asi 2,4 kilometru severovýchodně od Tisé a třináct kilometrů severozápadně od centra Děčína.
Ostrov leží v katastrálním území Ostrov u Tisé o výměře 44,1139 ha, které je součástí Chráněné krajinné oblasti Labské pískovce. Na území osady se nachází přírodní památka Eiland, rozdělená na dvě samostatné části, která byla vyhlášena v roce 2017 za účelem ochrany mokřadních společenstev zdejších luk a vodních ploch.

## Historie
Ostrov byl založen v 15. století jako jeden z mnoha hamrů v údolí říčky Bělé/Bielatalu, zpracovávajících železnou rudu. Když byla rudná ložiska v okolí Děčínského Sněžníku vytěžena, hamr se proměnil ve sklárnu.V roce 1709 majitelka panství hraběnka Marie Adelheid z Thunu nechala na pozemcích kolem někdejšího hamru založit osadu Eiland.
Vzhledem k malebné poloze vzniklo z osady v 19. století rušné letní sídlo, byl zde postaven hotel a několik hostinců, vznikla zde soustava rybníků, byl vybudován mlýn a přírodní koupaliště. Od roku 1850 byl Ostrov administrativně místní částí obce Sněžník. V roce 1928 kromě hotelu Meder bylo v Ostrově ještě pět ubytovacích hostinců. Kromě toho zde děčínská okresní zdravotní pojišťovna provozovala svou zotavovnu.
Po skončení druhé světové války byli němečtí obyvatelé odsunuti, hranice uzavřena, v místě byla umístěna jednotka Pohraniční stráže. Přibližně 300 metrů od hranice byl zbudován zátaras hraničního pásma, čímž se část údolí stala pro veřejnost nepřístupnou. Z hotelů a ubytoven v přístupné části vznikla podniková rekreační střediska a většina obytných domů byla užívána jako rekreační chalupy. Budovy v hraničním pásmu byly v roce 1963 zbořeny, mezi nimi i zděná kaple zasvěcená Panně Marii. Po zrušení hraničního pásma bylo toto území přeparcelováno a rozprodáno na výstavbu rekreačních chat.
Do roku 1960 patřila osada Ostrov pod obec Sněžník v okrese Děčín a po územně správní reformě připadla pod obec Tisá.

## Obyvatelstvo
Při sčítání lidu v roce 1921 ve vsi žilo 260 obyvatel (z toho 105 mužů) německé národnosti a dvacet cizinců. Kromě tří evangelíků byli římskými katolíky. Podle sčítání lidu z roku 1930 měla vesnice 230 obyvatel: dva Čechoslováky, 205 Němců a 23 cizinců. Většina se hlásila k římskokatolické církvi, ale kromě ní ve vsi byli čtyři evangelíci a čtrnáct lidí bez vyznání.
|           | 1869 | 1880 | 1890 | 1900 | 1910 | 1921 | 1930 | 1950 | 1961 | 1970 | 1980 | 1991 | 2001 | 2011 |
| --------- | ---- | ---- | ---- | ---- | ---- | ---- | ---- | ---- | ---- | ---- | ---- | ---- | ---- | ---- |
| Obyvatelé | 265  | 255  | 273  | 295  | 297  | 260  | 230  | 29   | 18   | 4    | —    | —    | 7    | 10   |
| Domy      | 47   | 50   | 52   | 52   | 57   | 55   | 62   | 60   | —    | 4    | —    | —    | 3    | 4    |

## Doprava
Do Ostrova neexistuje spojení veřejnou dopravou. Nejbližší spojení autobusem je do tři kilometry vzdálené zastávky Jílové, Sněžník, rest. Hraničář, případně na obdobně vzdálené zastávky v obci Tisá. Nejbližší železniční zastávkou bývalo asi sedm kilometrů vzdálené nádraží v Libouchci na železniční trati Děčín – Oldřichov u Duchcova, na níž však byl od 13. prosince 2009 ukončen provoz.

## Turismus a horolezectví

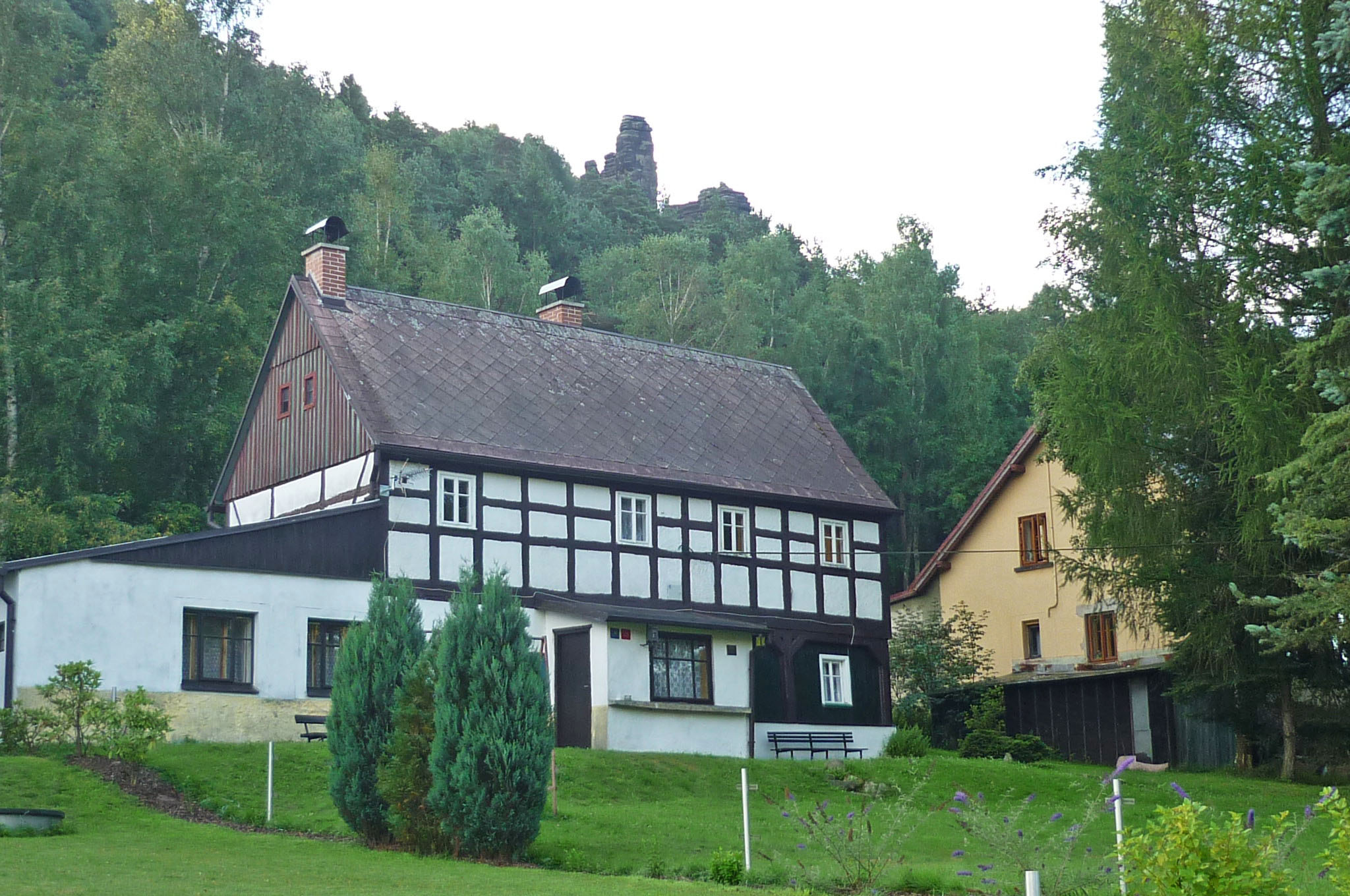
Věž Císař, v popředí památkově chráněný dům ev. č. 218

Místem prochází naučná stezka Zapomenuté pohraničí, která vede z Adolfova u Zadní Telnice přes Petrovice a Ostrov až na Děčínský Sněžník. Zhruba 400 metrů západním směrem od severního okraje Ostrova se těsně u státní hranice, avšak již na území SRN, nacházejí dvě velké jeskyně – Untere Grenzweghöhle a Obere Grenzweghöhle. Na českém území se v jejich těsné blízkosti nachází Trpasličí jeskyně. Další četné jeskyně se vyskytují dva až tři kilometry severněji od Ostrova v německých lokalitách Bielagrund a Ottomühle. Na březích rybníků leží přírodní památka Eiland, vyhlášená v roce 2017 k ochraně lučních společenstev. Pětice venkovských domů byla prohlášena kulturními památkami.
Osadu obklopují prakticky ze všech stran pískovcové stěny se skalními věžemi, přičemž nejznámější z nich je věž Císař, která je dominantou Ostrova a jejíž jméno nese nejen jedno ze zdejších ubytovacích zařízení, ale i netradiční každoroční závod ve víceboji dvojic Císař Challenge. Hlavními disciplínami jsou orientační běh a jízda na horském kole, které jsou během závodu propojovány dalšími disciplínami, jako je pískovcové lezení, letní biatlon, zdolávání nízkých lanových překážek, bouldering a jízda v kanoi.
Pro horolezecké aktivity jsou zde evidovány více než čtyři stovky skal a skalních věží, na nichž je zdokumentováno téměř 3,7 tisíce lezeckých cest. Možnosti dalších prvovýstupů jsou v této lokalitě již omezené.